# Шимон Вінавер
Шимон Вінавер (пол. Szymon Winawer; 5 березня 1838, Варшава, Польща — 12 січня 1920, Варшава) — польський шахіст (маестро), один з найсильніших у Європі шахістів 1860 — 1880-х років.

## Біографія
Займаючись комерцією, Вінавер 1867 року в торгових справах приїхав до Парижа. Любов до шахів і неабияка сила, яку він показав у Варшаві в зустрічах проти найсильніших місцевих шахістів і російського майстра Олександра Петрова, привели його в знамените кафе «Режанс». Тут на нього звернули увагу і запросили взяти участь у міжнародному турнірі. Виступ Вінавера викликав сенсацію. Безвісний доти шахіст упевнено посів 2-е місце, випередивши Стейніца, Неймана, Рів'єра, Розенталя та інших гросмейстерів. Він продемонстрував самобутню гру, неабиякий комбінаційний талант, завзятість і винахідливість у захисті важких позицій, тонку майстерність в ендшпілі.
Після паризького тріумфу Вінавер не часто виступав у змаганнях, але майже завжди успішно: 1878 року він розділив у Парижі — 1-2-е місця з Цукертортом, 1881 — у Берліні — 3-4-е місця з Чигоріним.
Найбільшими досягненнями Вінавера в його шаховій кар'єрі були перемоги у Відні 1882 року, де він у видатному за складом двоколовому турнірі розділив 1-2-е місця зі Стейніцом (зігравши з ним внічию додатковий матч — 1: 1), і 1-й приз у Нюрнберзі 1883 року, де він випередив Блекберна, Мезона, Барделебена, Берда і інших відомих маестро.
1875 року Вінавер приїжджав до Петербурга, де виграв у майстра Іллі Шумова (5, − 2, =0) і переміг у турнірі за участю найсильніших російських шахістів. Високо оцінивши гру Чигоріна, Вінавер рекомендував пізніше берлінським шахістам запросити його на міжнародний турнір 1881 року.
Вінавер зробив цінний внесок у розвиток дебютної теорії. Відомі його розробки у слов'янському захисті — контргамбіт Вінавера.